# Carlos III cazador
Carlos III cazador es un óleo del pintor español Francisco de Goya pintado alrededor de 1786. De este conocido retrato, que recuerda el pasatiempo favorito del soberano, se realizaron cinco copias.

## Historia
En la década de 1780, la carrera de Goya como retratista de la aristocracia madrileña cobró impulso. En 1779 fue presentado por primera vez a Carlos III cuando el monarca visitó su taller en Madrid. El pintor mencionó este encuentro en la correspondencia con su amigo Martín Zapater. Entre este hecho y el año de la muerte del rey (1788), no hay referencias documentadas de que Carlos III posara para Goya. Al trabajar en sus retratos, el pintor probablemente utilizó las obras de otros pintores de la corte, como Anton Raphael Mengs, o pintó de memoria. La obra muestra muchas similitudes con el primer retrato del rey que Goya pintó aproximadamente un año antes: Carlos III con traje de corte.

## Descripción
El rey Carlos III (1716-1788) aparece con atuendo de caza en el coto real de la Sierra de Guadarrama, probablemente cerca de El Escorial o el Palacio Real de El Pardo. Lleva una larga levita gris, camisa blanca con puños y corbata plisados, chaleco amarillo largo con cinturón del mismo color, peluca y un tricornio negro. Hay tres cintas cruzando el pecho: la azul de la Orden de su nombre, la roja de la Orden del Espíritu Santo, la azul de la Orden de San Jenaro, así como la Orden del Toisón de Oro, de la que él era gran maestre, prendida en el pecho. El rey va acompañado de un gran mastín blanco que duerme plácidamente a sus pies. Hay una inscripción en el collar del perro: "REY Nº S.ºR" (Rey N[uestro] S[eño]r).

## Interpretación
La caza era una verdadera pasión para Carlos III, que le dedicaba varias horas casi todos los días. Creía que tal actividad física le salvaría de la locura en la que habían caído tanto su padre Felipe V como su hermano mayor Fernando VI.
El retrato se realizó poco antes de la muerte del rey. Goya lo presentó como un hombre bondadoso, con la piel tostada y arrugada por el sol y el trabajo. Su rostro, lleno de bondad e inteligencia, es el elemento central de la composición, por lo que Goya lo acerca al espectador como si no fuera un  certeza con la que el rey sostiene la escopeta es una metáfora de la estabilidad del gobierno, la perdurabilidad de la monarquía. El perro que duerme a los pies del rey simboliza la paz y la lealtad del pueblo bajo el reinado de casi 30 años de Carlos III.
El ambiente y el atuendo del rey recuerdan a personajes de los diseños de tapices pintados por Goya durante muchos años para la Real Fábrica de Tapices de Santa Bárbara. El tema de la primera serie de proyectos, y también del primer trabajo de Goya para la corte, fue precisamente la caza (p. ej. La caza de la codorniz).
La composición del cuadro de Goya se simplifica, lo que se puede ver por ejemplo en el perro. La calidad de la obra, y especialmente la precisión con la que refleja los bordados y las texturas de los tejidos, presagia su merecido éxito en la corte.

## Influencia de Velázquez

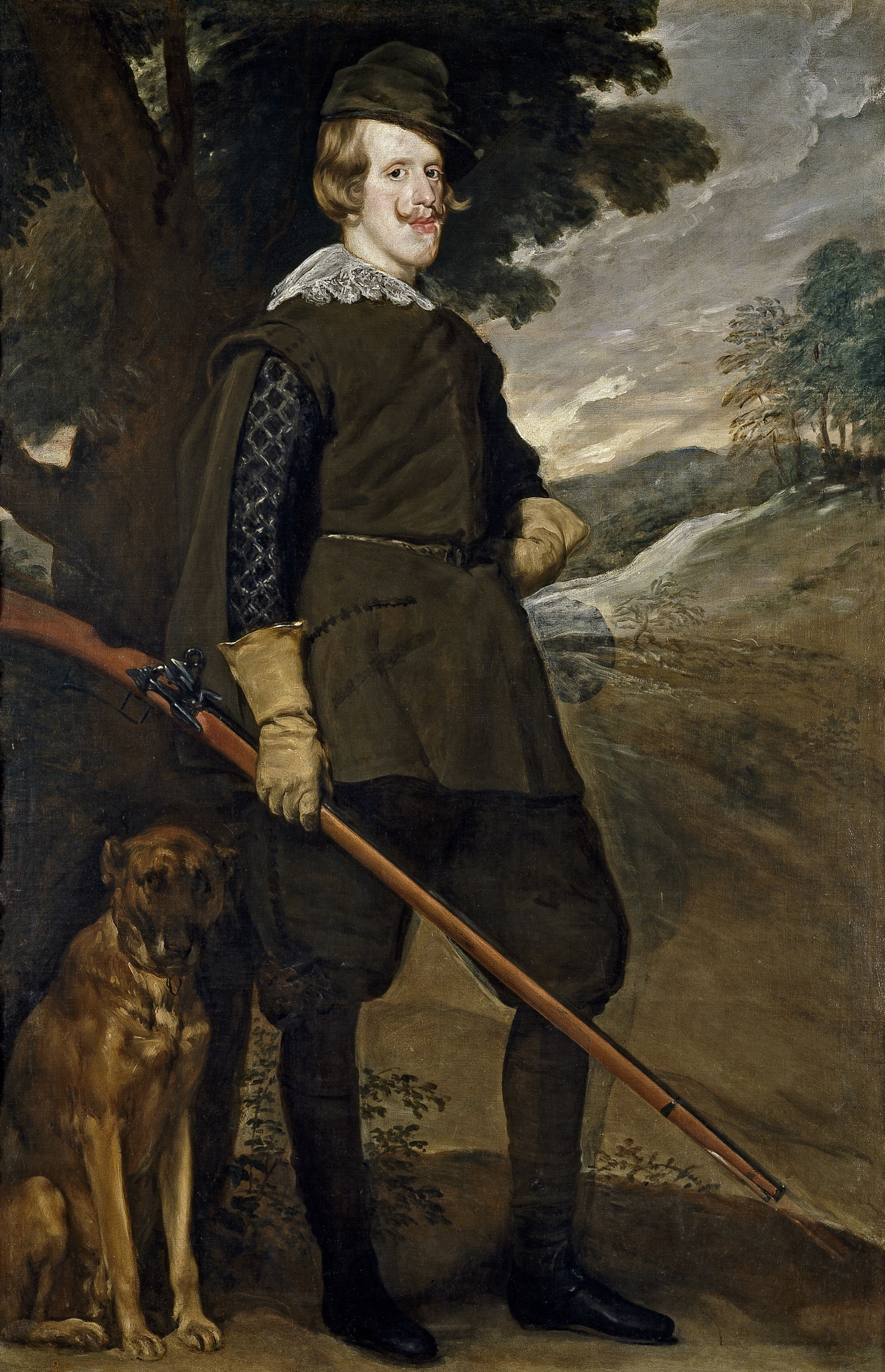
Felipe IV de España retratado con su perro, por Diego Velázquez

El motivo del monarca con un perro fue iniciado por Tiziano ( El emperador Carlos V con un perro), seguido por Velázquez y luego por Goya. Este último alude a los retratos de caza de miembros de la familia real de Felipe IV pintados por Velázquez para el pabellón de caza de la Torre de la Parada. Goya consideraba a Velázquez su maestro, y conocía bien sus obras: Felipe IV cazador, el El príncipe Baltasar Carlos cazador y el El cardenal infante don Fernando de Austria cazador. En 1778 hizo copias de ellas al aguafuerte. Es posible que el retrato de Carlos III fuera colgado junto a estos cuadros de Velázquez en una de las residencias reales, pero no se ha documentado el propósito original del cuadro.
De las obras de Velázquez, Goya tomó prestada la composición, el fondo y algunos elementos como la presencia del perro de caza. La figura destaca en un paisaje bañado de luz, pero la paleta de colores de Goya es más brillante, con predominio de tonos azules y rosas, similares a los empleados en los diseños para tapices. Según Julián Galli, la diferencia con la obra de Velázquez radica principalmente en la actitud del monarca. Bajo Felipe IV, la caza preparaba a los hombres para la guerra; en la época de la Ilustración de Carlos III, esta actividad se había convertido en simple entretenimiento. El hecho de que Carlos III sostenga un arma en reposo subraya este cambio.

## Versiones
Existe mucha controversia en torno a los cinco retratos existentes de Carlos III con traje de caza. Los expertos en las obras de Goya discrepan sobre cuáles son originales y cuáles son copias. Es posible que Goya sea el autor de los cinco cuadros, pero se sabe que difieren en calidad y condición. Hasta ahora, no se ha realizado ningún estudio comparativo de todas las versiones. La versión original pertenece a la colección de la duquesa de Fernán Núñez. Esta versión y la pintura de las colecciones del Prado son las más cercanas. Las versiones del Ayuntamiento de Madrid y de la colección de Lord Margadale (Gran Bretaña) son de inferior calidad.

## Procedencia
El origen de los retratos de Carlos III cazador no está bien documentado. La versión del Prado se registró en 1814 en el inventario de la colección de arte real. La pintura fue trasladada del Palacio del Buen Retiro al Prado en 1847. Desde 1915 estuvo en el Museo de Lérida y desde 1929 en el Museo de Historia de Madrid. Regresó al Prado en 1942, donde se encuentra ahora.